# Bahnstrecke Uckro–Dahme
| Streckennummer: | 6570                          |                                    |                                    |
| Kursbuchstrecke: | 163b (1946, 1944) 154b (1934) |                                    |                                    |
| Streckenlänge: | 12,6 km                       |                                    |                                    |
| Spurweite: | 1435 mm (Normalspur)          |                                    |                                    |
| Maximale Neigung: | 12,5 ‰                        |                                    |                                    |
| Minimaler Radius: | 400 m                         |                                    |                                    |
| |                               |                                    |                                    |
| \| \| \| \| \| \| \| \| Verbindungsgleis vom Bahnhof Uckro \| \| \| \| 0,0 \| Uckro Klbf \| Uckro Klbf \| \| \| 6,9 \| Kemlitz \| Kemlitz \| \| \| 12,6 \| Dahme (Mark) (Übergang zur JLKB) \| Dahme (Mark) (Übergang zur JLKB) \| |                               |                                    |                                    |
| |                               |                                    |                                    |
| Abzweig geradeaus und nach rechts (Strecke außer Betrieb) |                               | Verbindungsgleis vom Bahnhof Uckro | Verbindungsgleis vom Bahnhof Uckro |
| Bahnhof (Strecke außer Betrieb) | 0,0                           | Uckro Klbf                         | Uckro Klbf                         |
| Haltepunkt / Haltestelle (Strecke außer Betrieb) | 6,9                           | Kemlitz                            | Kemlitz                            |
| Kopfbahnhof Streckenende (Strecke außer Betrieb) | 12,6                          | Dahme (Mark) (Übergang zur JLKB)   | Dahme (Mark) (Übergang zur JLKB)   |

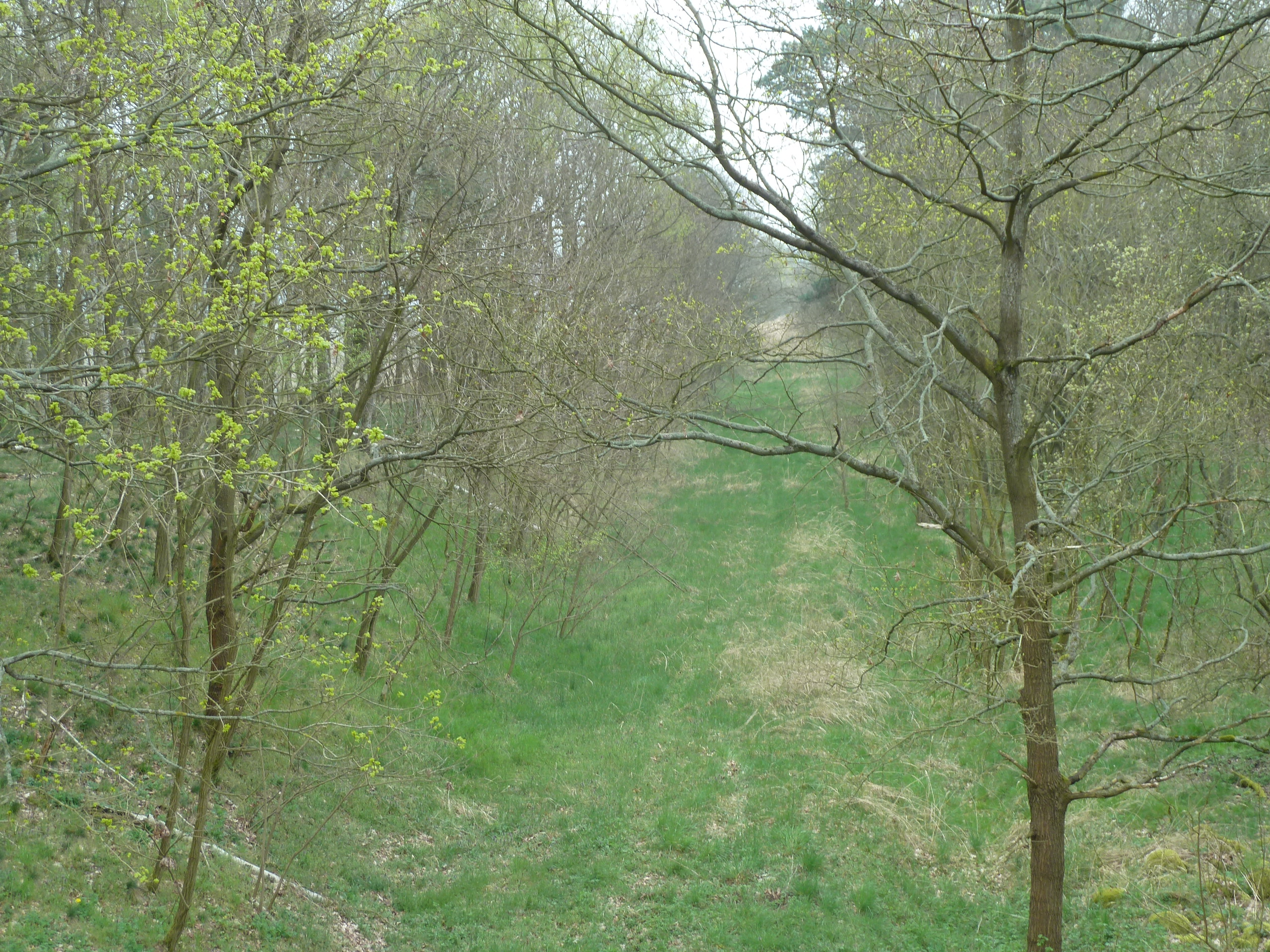
Trasse der früheren Bahnstrecke Uckro–Dahme bei Rosenthal

Die Bahnstrecke Uckro–Dahme war eine Nebenbahn in Brandenburg, die ursprünglich durch die Dahme-Uckroer Eisenbahn AG erbaut und betrieben wurde. Sie zweigte in Uckro aus der Bahnstrecke Berlin–Dresden ab und führte nach Dahme.

## Geschichte
Die Dahme-Uckroer Eisenbahn AG wurde am 21. Oktober 1884 gegründet. Am Kapital beteiligten sich die Provinz Brandenburg, die Landkreise Luckau und Jüterbog-Luckenwalde sowie die Stadt Dahme; mehr als die Hälfte brachten aber private Geldgeber auf. Zweck des Eisenbahnbaus war es, die Stadt Dahme an die Hauptbahn Berlin–Dresden anzuschließen. Dies geschah am Bahnhof Uckro-Luckau, der später Uckro hieß und heute Luckau-Uckro genannt wird.
Die 12,5 Kilometer lange Strecke im Niederen Fläming wurde am 31. Juli 1886 eröffnet. Eine Verlängerung der Bahn von Dahme über Schönewalde, Holzdorf, Schweinitz nach Jessen (Elster), deren allgemeine Vorarbeiten bereits 1919 genehmigt wurden, kam nicht zur Ausführung. Sowohl Personen- als auch Güterverkehr erfüllten aber nicht die anfänglichen Erwartungen der Gesellschaft. So musste ab 15. Mai 1935 ein Kraftomnibus parallel zur Schiene eingesetzt werden, um den Betrieb rentabler zu gestalten. Diesem Ziel diente auch die Entscheidung, die Direktionsarbeiten durch das Landesverkehrsamt Brandenburg – Eisenbahnabteilung der Provinz Brandenburg – in Potsdam erledigen zu lassen.
Im Zweiten Weltkrieg stiegen die Beförderungszahlen an, jedoch musste der Omnibus wegen der Kontingentierung flüssiger Treibstoffe ab 1. Mai 1942 entfallen. Nach Kriegsende wurde die Bahn 1947 zunächst den Provinzialbahnen Mark Brandenburg und ab 1. April 1949 der Deutschen Reichsbahn unterstellt.
Die Einstellung des Reiseverkehrs erfolgte am 3. Januar 1968, die des Güterverkehrs und damit die Gesamtstilllegung am 31. Dezember 1993.